# Hrabstwo Collin
Hrabstwo Collin – hrabstwo położone w Stanach Zjednoczonych, w północno-wschodniej części stanu Teksas. Obejmuje północną i północno–wschodnią część obszaru metropolitarnego Dallas–Fort Worth. Według danych z 2023 roku znajduje się w pierwszej dziesiątce hrabstw o największym wzroście populacji w USA. Największym miastem hrabstwa jest Plano (ponad jedna czwarta mieszkańców hrabstwa), jednak siedzibą władz hrabstwa jest miasto McKinney.
Na terenie hrabstwa znajduje się duży zbiornik retencyjny Lavon Lake zbudowany na odnodze rzeki Trinity River.

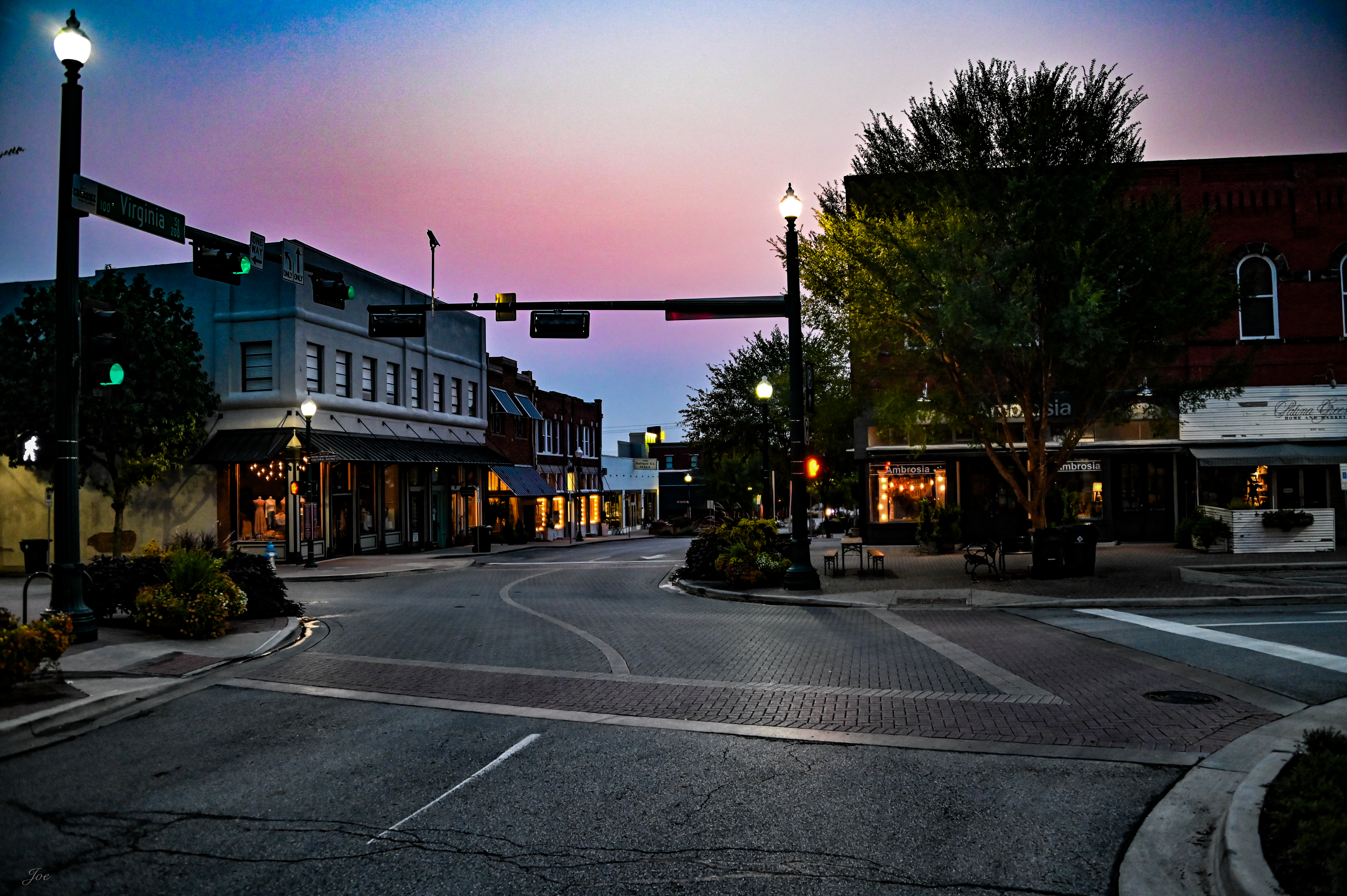
Historyczna dzielnica McKinney

## Historia
Hrabstwo utworzono w 1846 roku z terytorium nienależącym wówczas do żadnego hrabstwa, jednak jeszcze przez osiem lat podlegało przemianom a ostateczny kształt uzyskało w 1854 r. Nazwa hrabstwa pochodzi od nazwiska Collina Mckinneya, mierniczego, polityka, sygnatariusza teksańskiej Deklaracji Niepodległości.

## Gospodarka
Wiodącymi branżami w hrabstwie Collin pod względem zatrudnienia w 2020 roku były: usługi profesjonalne, naukowe i techniczne (70,9 tys. osób), handel detaliczny (57,5 tys.), opieka zdrowotna i pomoc społeczna (56,1 tys.), finanse i ubezpieczenia (50 tys.) usługi edukacyjne (46,8 tys.) i produkcja (42,2 tys.).
Wschodnia i północna część hrabstwa pozostaje słabo zaludniona i wciąż ważną rolę spełnia tam rolnictwo, w tym: szkółkarstwo (23. miejsce w stanie), uprawy kukurydzy, pszenicy i sorgo, produkcja pasz, oraz hodowle koni (21. miejsce w stanie), kóz, bydła, świń i drobiu. Hrabstwo zajmuje 44. miejsce w stanie pod względem zysków z akwakultury.
Średni dochód gospodarstwa domowego (dane z 2022) w hrabstwie wynosi 113 255 dolarów, zaś dochód na mieszkańca 52 654 dolarów. 4,8% mieszkańców żyje poniżej relatywnej granicy ubóstwa.

## Sąsiednie hrabstwa
- Hrabstwo Grayson (północ)
- Hrabstwo Fannin (północny wschód)
- Hrabstwo Hunt (wschód)
- Hrabstwo Rockwall (południowy wschód)
- Hrabstwo Dallas (południe)
- Hrabstwo Denton (zachód)

## Miasta
- Allen
- Anna
- Blue Ridge
- Celina
- Fairview
- Farmersville
- Frisco
- Josephine
- Lavon
- Lowry Crossing
- Lucas
- McKinney
- Melissa
- Murphy
- Nevada
- New Hope
- Parker
- Plano
- Prosper
- Princeton
- Royse City
- St. Paul
- Sachse
- Van Alstyne
- Wylie
- Weston
- Westminster (CDP)

## Demografia

Piramida wieku hrabstwa

W latach 2010–2020 populacja hrabstwa wzrosła o 36,1% przekraczając 1 milion mieszkańców i tym samym jest szóstym najbardziej zaludnionym hrabstwem Teksasu. Struktura rasowa i etniczna w 2020 roku wyglądała następująco:
- biali nielatynoscy – 55,1% (pochodzenia niemieckiego – 10,8%, angielskiego – 8,5%, irlandzkiego – 7,7%, szkockiego lub szkocko-irlandzkiego – 3,1%[9])
- Azjaci – 16,3% (Hindusi – 7,5%, Chińczycy – 3%[9])
- Latynosi – 15,5% (Meksykanie – 11%)
- czarni lub Afroamerykanie – 10,9% (Afrykańczycy – 1,9%[9])
- rasy mieszanej – 2,8%
- rdzenna ludność Ameryki – 0,7%.

## Religia

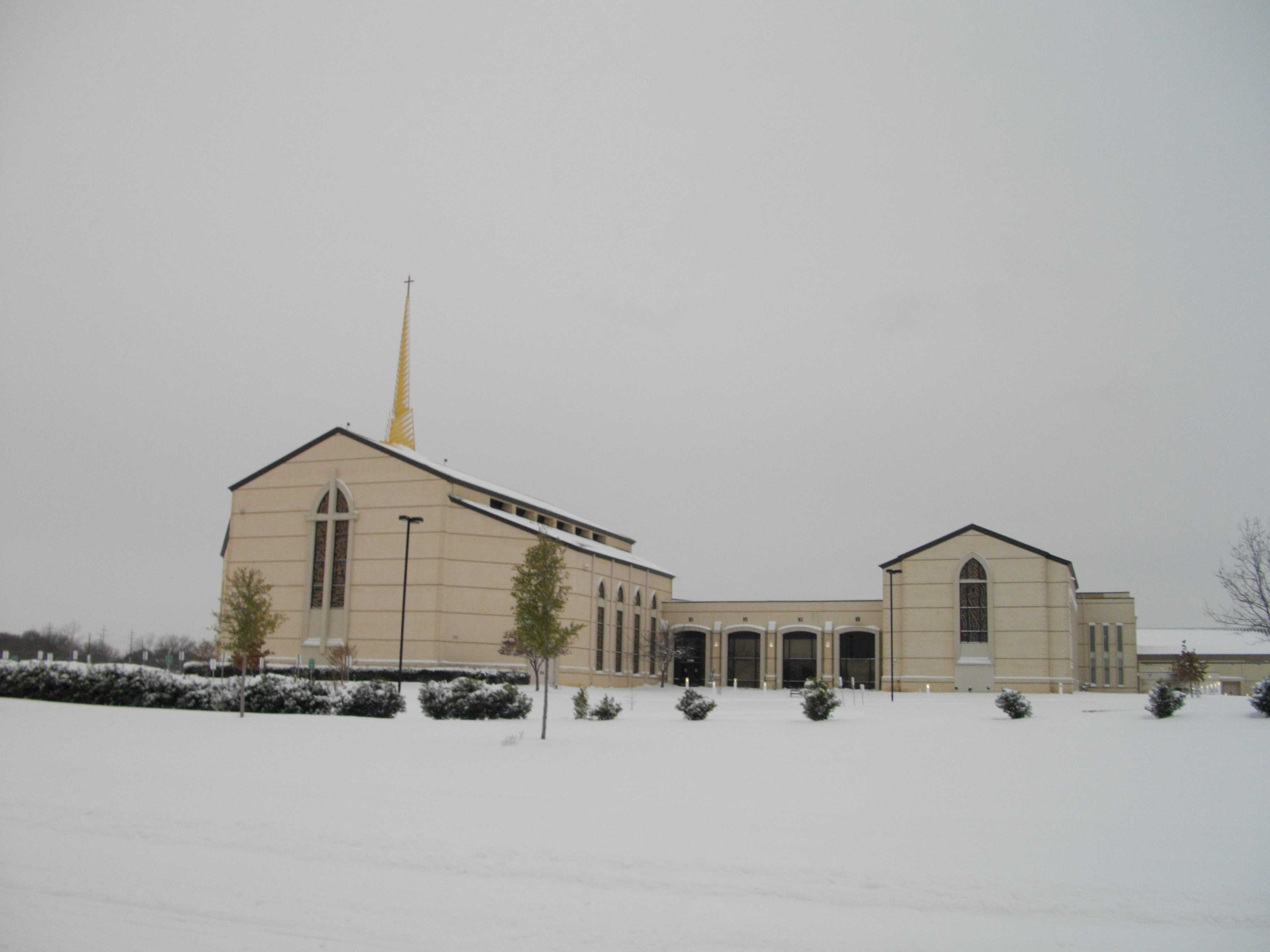
Pierwszy Kościół Metodystyczny w Plano

Według danych spisowych z 2020 roku, największe grupy stanowią protestanci i katolicy, przy czym członkostwo w Kościele katolickim deklarowało 140,6 tys. osób (13,2% populacji). Największe grupy protestanckie pod względem członkostwa, to: Południowa Konwencja Baptystów (87,5 tys.), bezdenominacyjne zbory ewangelikalne (87,2 tys.), Zjednoczony Kościół Metodystyczny (48,8 tys.) i różne grupy anglikańskie. Do innych religii zaliczali się:
- muzułmanie – 3,5% (najwyższy odsetek w Teksasie[11])
- mormoni – 2,5% (najwyższy odsetek w aglomeracji Dallas[11])
- hinduiści – 2,1% (drugi odsetek w Teksasie[11])
- świadkowie Jehowy – 0,5%
- żydzi – 0,3% i kilka mniejszych grup.

## Główne drogi
Przez teren hrabstwa przebiegają dwie drogi krajowe oraz kilka stanowych (w tym kilka płatnych):
- U.S. Highway 75
- U.S. Highway 380

- Droga stanowa nr 5
- Droga stanowa nr 78
- Droga stanowa nr 289